# Giấy phép Công cộng GNU

Logo GPLv3

Biểu trưng "Heckert" của GNU

Giấy phép Công cộng GNU (tiếng Anh: GNU General Public License, viết tắt GNU GPL hay chỉ GPL) là giấy phép phần mềm tự do được sử dụng rộng rãi, đảm bảo cho người dùng cuối tự do chạy, nghiên cứu, sửa đổi và chia sẻ phần mềm. Giấy phép ban đầu được viết bởi Richard Stallman của Quỹ Phần mềm Tự do (FSF) cho Dự án GNU, và cấp cho người nhận chương trình máy tính quyền của Định nghĩa Phần mềm Tự do. GPL là giấy phép copyleft, có nghĩa là tác phẩm phái sinh chỉ có thể được phân phối theo các điều khoản cấp phép tương tự. Đây là sự phân biệt đối với giấy phép phần mềm tự do cho phép, trong đó giấy phép BSD và Giấy phép MIT được sử dụng rộng rãi là ví dụ. GPL là giấy phép copyleft đầu tiên để sử dụng chung.
Trong lịch sử, gia đình giấy phép GPL là một trong những giấy phép phần mềm phổ biến nhất trong lĩnh vực phần mềm tự do và nguồn mở. Các chương trình phần mềm miễn phí nổi bật được cấp phép theo GPL bao gồm nhân Linux và Bộ biên dịch GNU (GCC). David A. Wheeler cho rằng copyleft được cung cấp bởi GPL là rất quan trọng đối với sự thành công của các hệ thống dựa trên Linux, giúp các lập trình viên đóng góp cho hạt nhân sự đảm bảo rằng công việc của họ sẽ mang lại lợi ích cho toàn thế giới. các công ty phần mềm sẽ không phải trả lại cho cộng đồng.
Trong năm 2007, phiên bản thứ ba của giấy phép (GNU GPLv3) đã được phát hành để giải quyết một số vấn đề nhận thức với phiên bản thứ hai (GNU GPLv2) đã được phát hiện trong quá trình sử dụng lâu dài của nó. Để giữ cho giấy phép cập nhật, giấy phép GPL bao gồm một điều khoản "bất kỳ phiên bản sau" tùy chọn, cho phép người dùng lựa chọn giữa các điều khoản gốc hoặc các điều khoản trong các phiên bản mới như được FSF cập nhật. Các nhà phát triển có thể bỏ qua nó khi cấp phép phần mềm của họ; ví dụ hạt nhân Linux được cấp phép theo GPLv2 mà không có mệnh đề "bất kỳ phiên bản nào sau này".

## Lịch sử
GPL được viết bởi Richard Stallman năm 1989, để sử dụng với các chương trình được phát hành như là một phần của dự án GNU. GPL ban đầu đã được dựa trên một sự thống nhất của giấy phép tương tự sử dụng cho các phiên bản đầu tiên của GNU Emacs (1985), GNU Debugger và GNU C Compiler. Các giấy phép này chứa các điều khoản tương tự như GPL hiện đại, nhưng cụ thể cho từng chương trình, khiến chúng không tương thích, mặc dù là cùng một giấy phép. Mục tiêu của Stallman là tạo ra một giấy phép có thể được sử dụng cho bất kỳ dự án nào, do đó làm cho nhiều dự án có thể chia sẻ mã.
Phiên bản thứ hai của giấy phép, GPL v2, được phát hành vào năm 1991. Trong vòng 15 năm tiếp theo, các thành viên của cộng đồng phần mềm tự do trở nên lo ngại về các vấn đề trong giấy phép GPLv2 có thể cho ai đó khai thác phần mềm cấp phép GPL theo những cách trái với mục tiêu của giấy phép. Những vấn đề này bao gồm tivoization (bao gồm phần mềm được cấp phép GPL trong phần cứng từ chối chạy các phiên bản phần mềm của nó), các vấn đề tương thích tương tự như của Affero General Public License - và các giao dịch bằng sáng chế giữa Microsoft và các nhà phân phối phần mềm tự do nguồn mở, mà một số được xem như là một nỗ lực để sử dụng các bằng sáng chế như một vũ khí chống lại cộng đồng phần mềm tự do.
Phiên bản 3 đã được phát triển để cố gắng giải quyết những mối quan ngại này và đã chính thức được phát hành vào ngày 29 tháng 6 năm 2007.

### Phiên bản 1
Phiên bản đầu tiên của GNU GPL, phát hành ngày 25/2/1989, ngăn chặn hai cách chính mà các nhà phân phối phần mềm hạn chế các quyền tự do định nghĩa phần mềm tự do. Vấn đề đầu tiên là các nhà phân phối có thể xuất bản các file nhị phân chỉ có thể thực thi được, nhưng không thể đọc hoặc sửa đổi được bởi con người. Để ngăn chặn điều này, GPLv1 đã tuyên bố rằng việc sao chép và phân phối các bản sao hoặc bất kỳ phần nào của chương trình cũng phải làm cho mã nguồn có thể đọc được theo các điều khoản cấp phép giống nhau.
Vấn đề thứ hai là các nhà phân phối có thể thêm các hạn chế, hoặc thêm giấy phép, hoặc bằng cách kết hợp phần mềm với các phần mềm khác có các hạn chế khác về phân phối. Sự kết hợp của hai bộ hạn chế sẽ áp dụng đối với việc kết hợp, do đó bổ sung các hạn chế không được chấp nhận. Để ngăn chặn điều này, GPLv1 đã tuyên bố rằng các phiên bản sửa đổi, nói chung, phải được phân phối theo các điều khoản trong GPLv1. Do đó, phần mềm được phân phối theo các điều khoản của GPLv1 có thể được kết hợp với phần mềm theo các điều khoản dễ hiểu hơn, vì điều này sẽ không thay đổi các điều khoản mà toàn bộ có thể được phân phối. Tuy nhiên, phần mềm được phân phối theo GPLv1 không thể được kết hợp với phần mềm được phân phối theo giấy phép hạn chế hơn, vì điều này sẽ xung đột với yêu cầu toàn bộ được phân phối theo các điều khoản của GPLv1.

### Phiên bản 2
Theo Richard Stallman, thay đổi lớn trong GPLv2 là mệnh đề "Tự do hoặc chết", như ông gọi nó – Phần 7. Phần này nói rằng người được cấp phép có thể phân phối tác phẩm được GPL cung cấp chỉ khi họ có thể đáp ứng tất cả các nghĩa vụ của giấy phép, mặc dù có bất kỳ nghĩa vụ pháp lý nào khác mà họ có thể có. Nói cách khác, nghĩa vụ của giấy phép có thể không bị cắt đứt do các nghĩa vụ mâu thuẫn nhau. Quy định này nhằm ngăn cản bất kỳ bên nào sử dụng khiếu nại vi phạm bằng sáng chế hoặc kiện tụng khác để làm giảm sự tự do của người dùng theo giấy phép.
Đến năm 1990, nó trở nên rõ ràng rằng một giấy phép ít hạn chế hơn sẽ mang tính chiến lược hữu ích cho thư viện C và các thư viện phần mềm về cơ bản đã thực hiện công việc của những người sở hữu độc quyền hiện có; khi phiên bản 2 của GPL (GPLv2) được phát hành vào tháng 6 năm 1991, do đó, giấy phép thứ hai – the GNU Library General Public License – được giới thiệu cùng một lúc và được đánh số bằng phiên bản 2 để cho thấy cả hai đều bổ sung cho nhau. Các số phiên bản được phân tách vào năm 1999 khi phiên bản 2.1 của LGPL được phát hành, được đổi tên thành GNU Lesser General Public License để phản ánh vị trí của nó trong triết lý.
Phổ biến nhất "GPLv2 hoặc bất kỳ phiên bản nào sau này" được người dùng của giấy phép nêu rõ, cho phép nâng cấp lên GPLv3.

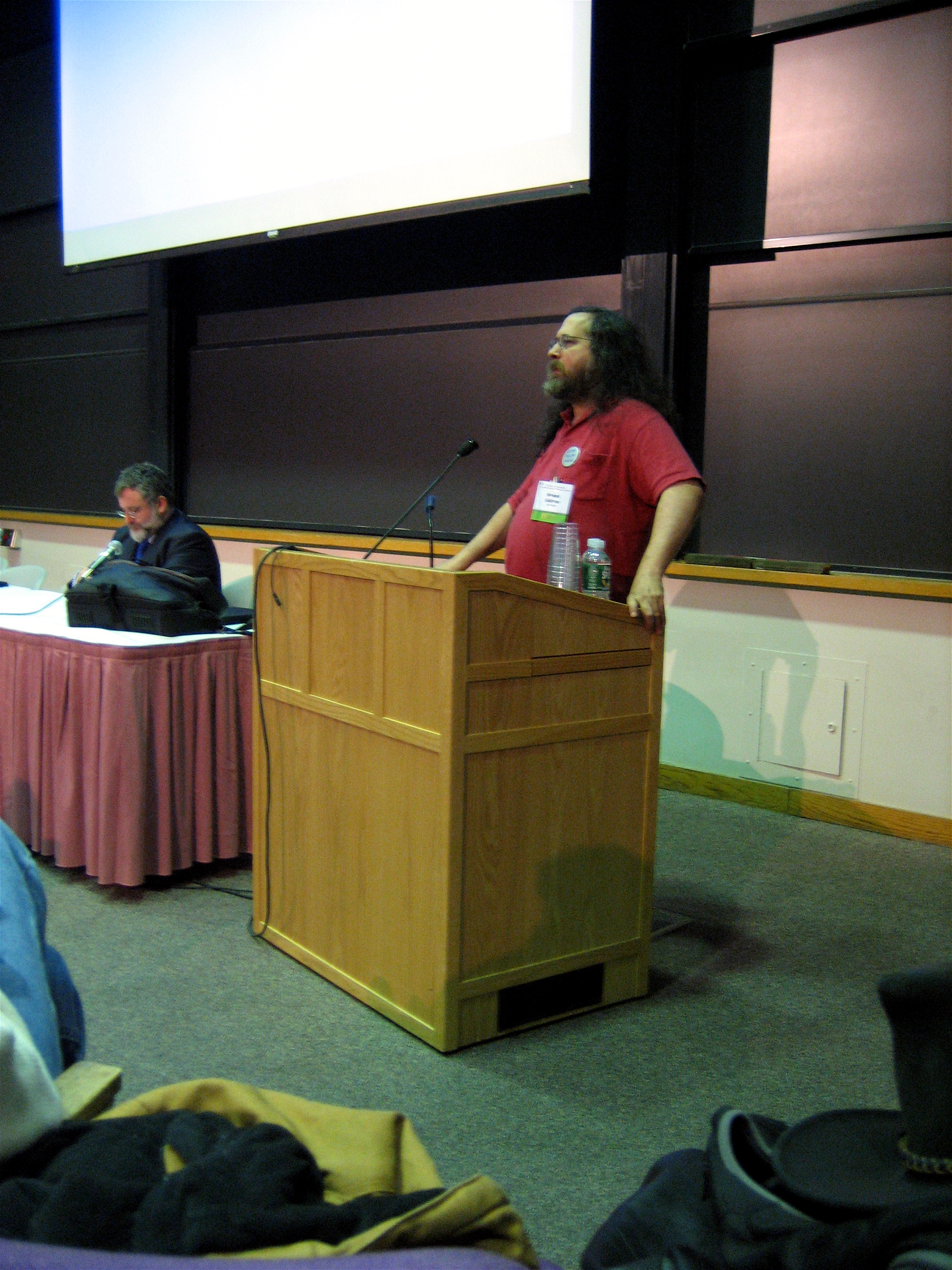
Richard Stallman tại buổi ra mắt dự thảo GNU GPLv3 đầu tiên tại MIT, Cambridge, Massachusetts, Hoa Kỳ. Bên phải là Giáo sư Luật Columbia, Eben Moglen, chủ tịch của Software Freedom Law Center.

### Phiên bản 3
Cuối 2005, Free Software Foundation (FSF) đã công bố phiên bản 3 của GPL (GPLv3). Vào ngày 16 tháng 1 năm 2006, "bản dự thảo" đầu tiên của GPLv3 đã được xuất bản, và việc tham vấn cộng đồng đã bắt đầu. Các tham vấn cộng đồng được kế hoạch ban đầu cho 9-15 tháng, nhưng cuối cùng kéo dài đến mười tám tháng với bốn dự thảo được công bố. Các GPLv3 chính thức được phát hành bởi FSF trên 29 Tháng Sáu 2007. GPLv3 được viết bởi Richard Stallman, với cố vấn pháp lý từ Eben Moglen và Richard Fontana từ Software Freedom Law Center.
Theo Stallman, những thay đổi quan trọng nhất liên quan đến bằng sáng chế phần mềm, khả năng tương thích giấy phép phần mềm tự do, định nghĩa "mã nguồn", và hạn chế phần cứng về sửa đổi phần mềm ("tivoization"). Các thay đổi khác liên quan đến quốc tế hóa, cách xử lý vi phạm giấy phép và cách chủ sở hữu bản quyền cấp quyền bổ sung.
Nó cũng bổ sung một điều khoản "tước quyền" (DRM) về giá trị pháp lý, để mọi người có thể phá vỡ bất cứ điều gì mà tòa án có thể nhận ra là DRM trên phần mềm GPL mà không vi phạm luật như DMCA.
Quá trình tham vấn cộng đồng được điều phối bởi Quỹ Phần mềm Tự do với sự hỗ trợ của Software Freedom Law Center, Free Software Foundation Europe, và các nhóm phần mềm tự do khác. Nhận xét được thu thập từ công chúng thông qua cổng web gplv3.fsf.org, sử dụng phần mềm được viết có mục đích được gọi là stet.
Trong quá trình tham vấn cộng đồng, 962 ý kiến đã được đệ trình cho dự thảo đầu tiên. Đến cuối giai đoạn thảo luận, tổng cộng 2.636 ý kiến đã được đệ trình.
Dự thảo thứ ba được phát hành vào ngày 28/3/2007. Dự thảo này bao gồm ngôn ngữ nhằm ngăn chặn thỏa thuận bằng sáng chế liên quan đến như thỏa thuận bằng sáng chế gây tranh cãi giữa Microsoft-Novell, và hạn chế các điều khoản chống tivoization đến một định nghĩa pháp lý của một "người sử dụng" và một " sản phẩm tiêu dùng ". Nó cũng loại bỏ một cách rõ ràng phần "Giới hạn địa lý", có thể loại bỏ khả năng đã được công bố tại buổi ra mắt tham vấn cộng đồng.

Dự thảo thảo luận thứ tư, là bản cuối cùng, được phát hành vào ngày 31/5/2007. Nó được giới thiệu là tương thích với Apache License v2.0 (các phiên bản trước không tương thích), làm rõ vai trò của các nhà thầu bên ngoài, và thực hiện một ngoại lệ để tránh các vấn đề nhận thức của Microsoft - Thoả thuận theo phong cách không chính xác, nói trong Phần 11 đoạn 6 rằng:
Bạn không thể chuyển nhượng công việc được bảo hiểm nếu bạn là một bên tham gia một thỏa thuận với bên thứ ba trong kinh doanh phân phối phần mềm, theo đó bạn thanh toán cho bên thứ ba dựa trên mức độ hoạt động của bạn trong việc truyền đạt công việc và theo đó bên thứ ba cấp cho bất kỳ bên nào nhận được công việc được bảo hiểm từ bạn, giấy phép bằng sáng chế phân biệt đối xử...
Điều này nhằm mục đích làm cho các giao dịch tương lai như vậy không hiệu quả. Giấy phép này cũng có nghĩa là làm cho Microsoft gia hạn giấy phép bằng sáng chế cho khách hàng của Novell về việc sử dụng phần mềm GPLv3 cho tất cả người dùng của phần mềm GPLv3 đó; điều này chỉ có thể xảy ra nếu Microsoft là một "conveyor" hợp pháp của phần mềm GPLv3..
Dự thảo ban đầu của GPLv3 cũng cho phép người cấp phép thêm yêu cầu giống như Affero có thể đã cắm lỗ hổng ASP trong GPL. Vì có những lo ngại về chi phí hành chính của việc kiểm tra mã cho yêu cầu bổ sung này, nên đã quyết định giữ GPL và giấy phép Affero được tách ra.
Những người khác, đặc biệt là một số nhà phát triển Linux kernel cao cấp, ví dụ Linus Torvalds, Greg Kroah-Hartman, và Andrew Morton, đã bình luận với các phương tiện thông tin đại chúng và đưa ra tuyên bố công khai về phản đối của họ đối với các dự thảo 1 và 2. các nhà phát triển đã đề cập đến các điều khoản dự thảo GPLv3 liên quan đến DRM/Tivoization, bằng sáng chế và "hạn chế bổ sung" và cảnh báo về việc Balkanisation của "Open Source Universe". Linus Torvalds, người đã quyết định không chấp nhận GPLv3 cho nhân Linux, nhắc lại những lời chỉ trích của ông vài năm sau đó.
GPLv3 cải thiện khả năng tương thích với một số giấy phép phần mềm nguồn mở như Giấy phép Apache, phiên bản 2.0 và Giấy phép Công cộng GNU Affero, mà GPLv2 không tương thích. Tuy nhiên, phần mềm GPLv3 chỉ có thể được kết hợp và chia sẻ mã với phần mềm GPLv2 nếu giấy phép GPLv2 được sử dụng có mệnh đề "hoặc sau" tùy chọn và phần mềm được nâng cấp lên GPLv3. Trong khi điều khoản "GPLv2 hoặc bất kỳ phiên bản sau này" nào được FSF coi là dạng phổ biến nhất của phần mềm cấp phép GPLv2, Nhà phát triển Toybox Rob Landley đã mô tả nó như là một điều khoản cứu sinh. Các dự án phần mềm được cấp phép với mệnh đề tùy chọn "hoặc sau này" bao gồm Dự án GNU, trong khi một ví dụ nổi bật không có mệnh đề là hạt nhân Linux.
Phiên bản cuối cùng của văn bản giấy phép đã được xuất bản vào ngày 29/6/2007.

## Ý tưởng của giấy phép
Giấy phép GPL phiên bản 2 gồm 12 điều khoản, phiên bản 3 gồm 17 điều khoản. Ý tưởng của nó là:
1. Phần mềm GPL phải là phần mềm tự do.
Tức là người sử dụng có 4 quyền sau với phần mềm GPL:
- Tự do chạy chương trình, cho bất cứ mục đích nào.
- Tự do tìm hiểu cách hoạt động của chương trình, và tự do sửa đổi nó. (Quyền truy cập mã nguồn là điều kiện tiên quyết cho quyền tự do này.)
- Tự do tái phân phối bản sao.
- Tự do cải tiến chương trình, và phát hành những gì cải tiến ra công cộng. (Quyền truy cập mã nguồn là điều kiện tiên quyết cho quyền tự do này.)

So sánh với thoả thuận giấy phép người dùng cuối của phần mềm thương mại thường không cho người dùng cuối quyền nào trừ quyền sử dụng phần mềm và luôn hạn chế kỹ thuật phân tích ngược (reverse engineering).